# Ranitomeya biolat
Ranitomeya biolat är en groddjursart som först beskrevs av Morales 1992.  Ranitomeya biolat ingår i släktet Ranitomeya och familjen pilgiftsgrodor. IUCN kategoriserar arten globalt som livskraftig. Inga underarter finns listade i Catalogue of Life.